# Campeonato Maranhense de Futebol de 1940
O Campeonato Maranhense de Futebol de 1940 foi a 19º edição da divisão principal do campeonato estadual do Maranhão. O campeão foi o Sampaio Corrêa que conquistou seu 3º título na história da competição. O artilheiro do campeonato foi Aderson, jogador do Moto Club, com 13 gols marcados.<

## Premiação
| Campeonato Maranhense de 1940      |
| São Luís                           |
| ---------------------------------- |
| Sampaio Corrêa Campeão (3º título) |